# Alba Fossae
Alba Fossae es una estructura geológica del tipo foso en la superficie de Marte, situada con el sistema de coordenadas planetocéntricas a 66.91° de latitud N y 264.08° de longitud E. Mide 2.072,02 km de diámetro. El nombre fue hecho oficial por la Unión Astronómica Internacional en el año 1973 y lo toma de una de las características de albedo en Marte.